# رينبو (فرقة موسيقية)
رينبو (هانغل: 레인보우) هي فرقة فتيات من كوريا الجنوبية، أنشئت سنة 2009 من قبل دي اس بي ميديا. الفرقة مكونة من 7 عضوات وهم جاكيونغ، ووري، هيونيونغ، جيسوك، نويل، سونغاه، يونهي. رينبو أصدروا أول ألبوم مصغر لهم غوسب قيرل في 12 نوفمبر 2009 , وقاموا بالأداء لأول مرة على برنامج ميوزيك كور في 14 نوفمبر 2009 .

### 2012-13 : رينبو بيكسي، أوفر ذا رينبو، رينبو سايندروم

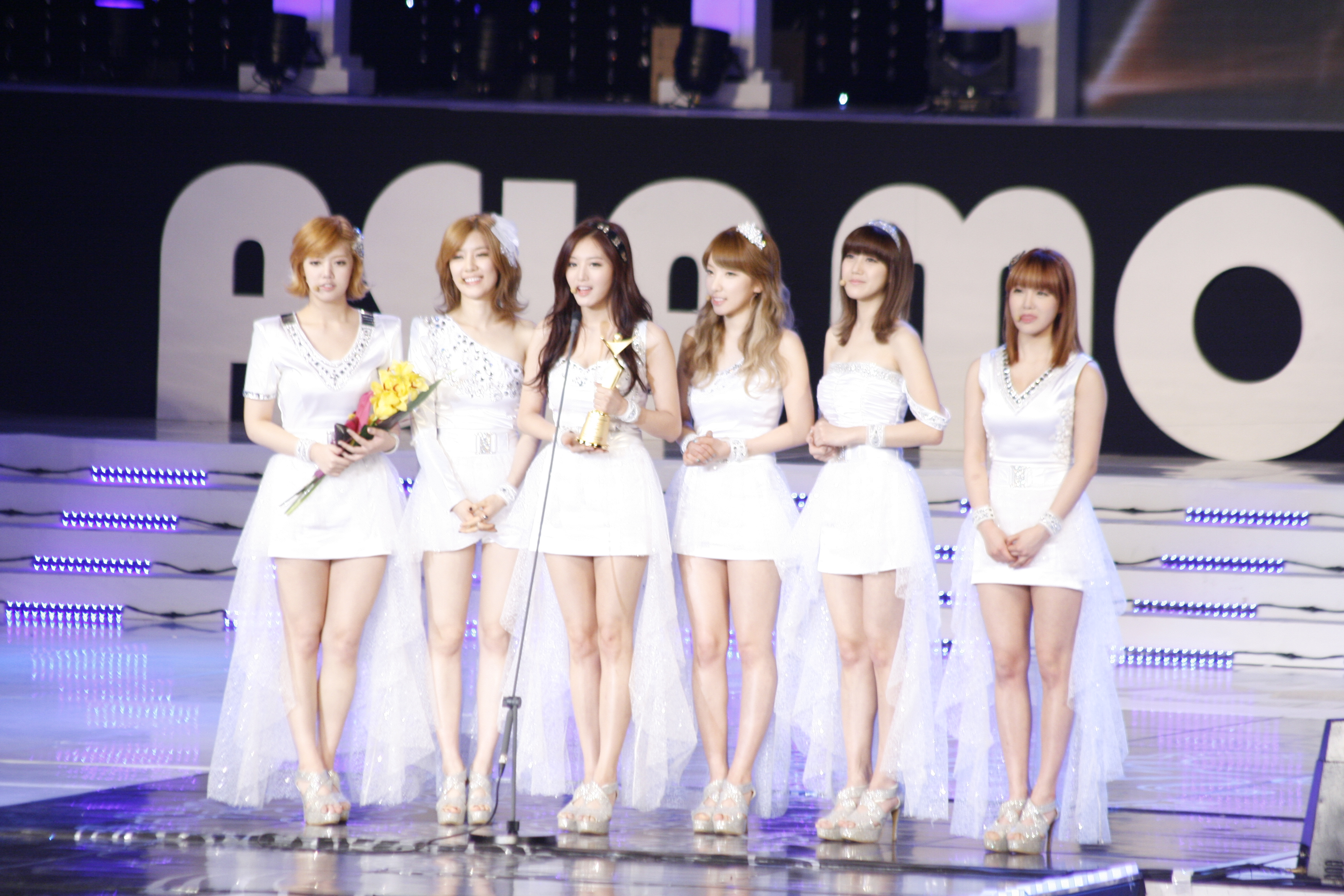
رينبو في جوائز مهرجان موديل اسيا سنة 2012.

## التاريخ

### 2014- الآن: رينبو بلاكس، براءة وبريزم

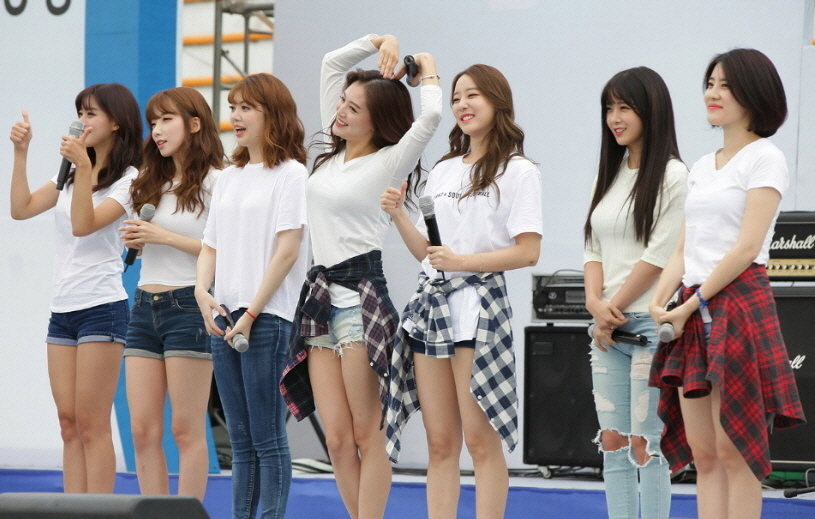
رينبو في سبتمبر 2015

الفرقة الفرعية الثانية التي أطلق عليها أسم «رينبو بلاكس» تكونت في يناير 2014 وهي مكونة من 4 عضوات وهم جاكيونغ وووري وسونغاه وهيونيونغ., ألبومهم الخاص صدر في 20 يناير 2014., الفيديو الموسيقي للأغنية الرئيسية «تشا تشا» أخرج من قبل المخرج ديقبيدي وكان أكثر رابع فيديو مشاهدة من الكيبوب في يناير 2014. . الفيديو الموسيقي والرقصة حصلت على أراء سلبية وانتقادات حيث قال البعض أنه «فاضح جداً» 

## الأعضاء
ووري 
سونغاه 
جاكيونغ 
نويل
يونهي 
جيسوك
هيونيونغ

## الفرق الفرعية
- رينبو بيكسي (2012: سونغاه، جيسوك، هيونيونغ)
- رينبو بلاكس (2014 : جاكيونغ، ووري، سونغاه، هيونيونغ)

## الألبومات

### الكورية
- رينبو سايندروم (2013)

### اليابانية
- أوفر ذا رينبو (2012)

## الجوائز
| السنة | الجائزة                                                                                  |
| ----- | ---------------------------------------------------------------------------------------- |
| 2010  | - Cyworld Digital Music Awards: Rookie of the Month (September)("A")                     |
| 2011  | - 12th Korean Video Daejun's Award: Most Photogenic of the Year                          |
| 2012  | - 26th Golden Disk Awards: Hallyu Icon Award - 7th Asia Model Award : جائزة النجم الجديد |

## وصلات خارجية
- رينبو على موقع ميوزك برينز (الإنجليزية)
- الموقع الرسمي
 (Korean)
- الموقع الرسمي
 (Japanese)
- Rainbow  على فيسبوك.